# 울프 크릭 2
울프 크릭 2(Wolf Creek 2)는 오스트레일리아에서 제작된 그렉 맥린 감독의 2013년 범죄, 스릴러 영화이다. 존 자럿 등이 주연으로 출연하였고 어스킨 콜드웰 등이 제작에 참여하였다.

## 출연

### 주연
- 존 자럿
- 라이안 코어
- 필립 클라우스
- 새넌 애슐린

### 조연
- 제라드 케네디
- 애니 바이런
- 쉐인 오코너

## 제작진
- 미술: 로버트 웹
- 의상: 니콜라 던
- 배역: 안젤라 히섬